# Družba sestara Služavki Malog Isusa
Družba sestara Služavki Malog Isusa je katolička ženska redovnička družba. Utemeljio ju je nadbiskup vrhbosanski Josip Stadler 1890. u Sarajevu.

## Povijest
Sredinom 1890. nadbiskup Josip Stadler kupio je kuću u ulici Mjedenici i preuredio je za nadbiskupsku ubožnicu. Dana 24. listopada 1890., Stadler je otvorio zavod, u kojem se nalazilo 25 siromašnih žena. Taj dan se slavi kao začetak Družbe.
Godine 1893. sedam djevojaka je položilo privremene redovničke zavjete. Prva sestra družbe bila je Marta Golec. Na blagdan Srca Isusova 1895. godine sestre su primile redovničko odijelo.
Stadler je kasnije na Bjelavama sagradio ubožnicu „Betlehem“ u koju su se 24. listopada 1898. preselile sestre i 52 djevojčice iz ubožnice. To je ujedno postala i kuća matica Družbe. Naredne je godine otvorena i ubožnica „Egipat” za smještaj siromašnih dječaka.
Sveti Zbor za širenje vjere, 2. ožujka 1906., odobrio je Pravila Družbe na pet godina. Dana 25. ožujka 1907. održana je prva generalna skupština Družbe.
Pozdrav družbe je „Živio Mali Isus!“ i odgovor „Uvijek u našim srcima!“.
Svetkovine Družbe su: Božić, Bogojavljenje, Josipovo, Anino, Velika Gospa i sv. Rafael arkanđel (24. listopada). Zaštitnici Družbe su: Bezgrešno Srce Isusovo, sv. Josip i sv. Rafael.

## Samostani
Danas Družba ima samostane u Sarajevu (Betlehem i Egipat), zatim u Bosanskom Brodu, Vitezu, Čardaku, Doboju, Maglaju, samostan sv. Leopolda u Neumu, duhovni centar Kuću Navještenja u Gromiljku kod Kiseljaka. U Vitezu imaju dom za stare i nemoćne osobe sv. Josip.

## Ustroj
Lipnja 1969. održao se posebni generalni kapitul ove družbe. Nakon što im je Sveta Kongregacija za redovnike i svjetovne ustanove mjesec i pol poslije dopustila, Družbin je rad podijeljen na tri provincije.
- Zagrebačka provincija Presvetog Srca Isusova i Marijina Sestara Služavki Maloga Isusa, sa sjedištem u Zagrebu
- Splitska provincija sv. Josipa Sestara Služavki Maloga Isusa, sa sjedištem u Splitu
- Sarajevska provincija Bezgrješnog Začeća BDM Sestara Služavki Maloga Isusa, matična provincija sa sjedištem u Sarajevu, koja pokriva i druge države: Crnu Goru (Barska nadbiskupija), Makedoniju (Skopska biskupija), Srbiju (Beogradska nadbiskupija i Banatska apostolska administratura).[8]

- Prijatelji Malog Isusa (PMI), suradnici Družbe sestara Služavki Maloga Isusa koji nisu članovi Družbe, ali žive i djeluju u duhu Družbine karizme i njezine duhovnosti. Utemeljeni su 1994. godine.[9]

Danas ova družba djeluje u diljem Europe (Austrija, Belgija, Francuska, Italija, Njemačka), u Americi (Kanada) i Africi (Ruanda). U 20. stoljeću imale su sjedište u Perastu u samostanu i crkvi sv. Antuna.

### Članci
- Mijoč, Maneta. 2022. Stadlerova duhovna baština u Družbi Sestara Služavki Malog Isusa. Vrhbosnensia. Univerzitet u Sarajevu – Katolički bogoslovni fakultet. Sarajevo. 26 (1): 95–125

## Vanjske poveznice
| Portal:Kršćanstvo | Portal: Kršćanstvo |

Mrežna sjedišta
- Sužbena stranica Družbe

Ostali projekti
|  | Zajednički poslužitelj ima još gradiva o temi Družba sestara Služavki Malog Isusa |